# Carreras de drones

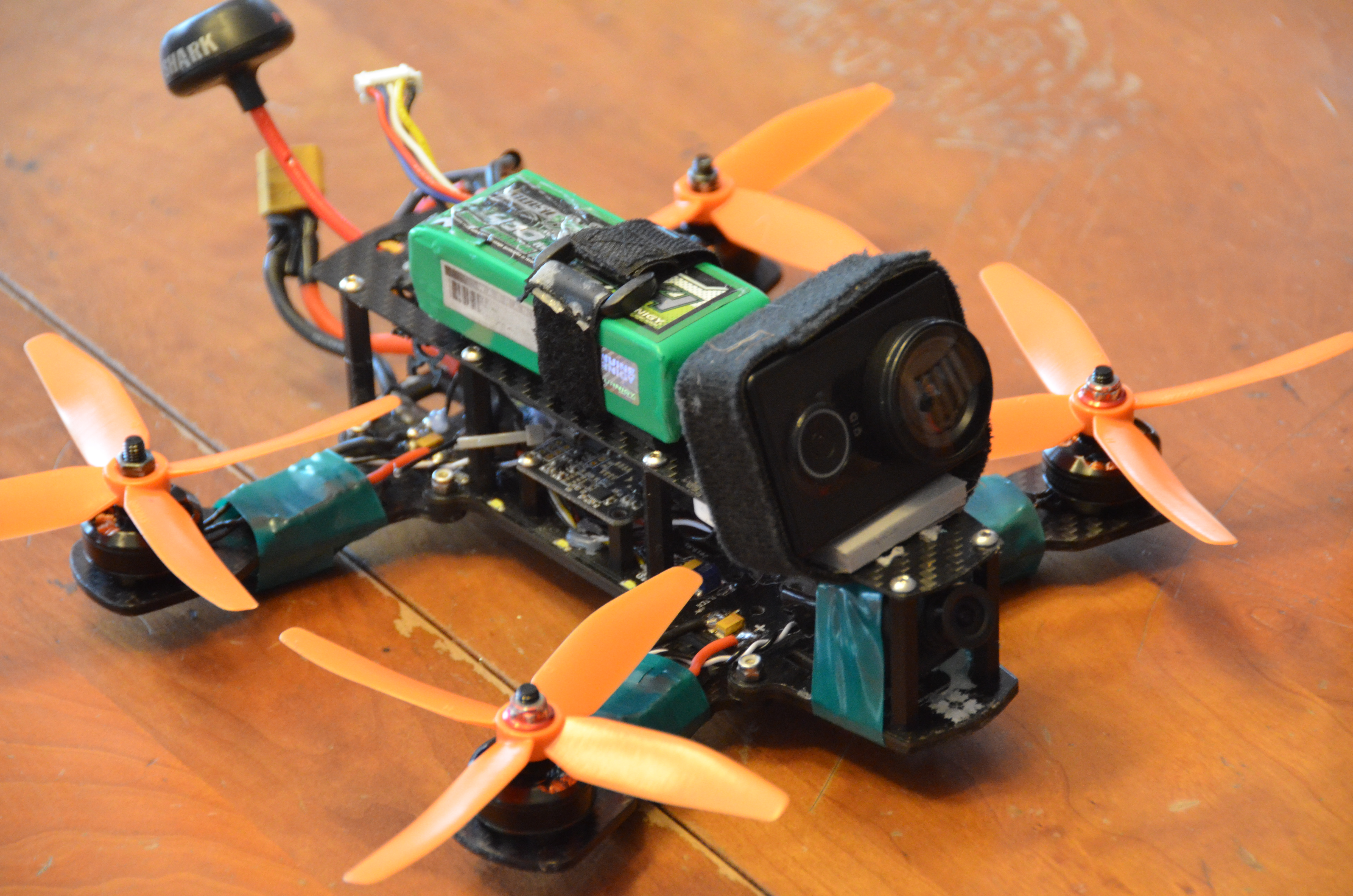
Dron típico de carreras.

Las carreras de drones FPV equipados con cámaras mientras usan pantallas montadas en la cabeza que muestran la transmisión en vivo. transmitir la alimentación de la cámara desde los drones. Similar a las carreras aéreas de tamaño completo, el objetivo es completar un recorrido establecido lo más rápido posible. Las carreras de drones comenzaron en Alemania en 2011 con una serie de pilotos aficionados que se reunieron para carreras semiorganizadas en Karlsruhe.

## Tecnología de las carreras de drones
Volar FPV (vista en primera persona) significa que los pilotos solo ven lo que ve el dron. Esto se logra mediante la transmisión de imágenes en vivo desde una cámara montada en la nariz del dron. La imagen se transmite por radio (normalmente 2,4 GHz o 5,8 Frecuencia GHz, 1,3 GHz para transmisión a distancia) a las gafas o el monitor que lleva el piloto. El control remoto, el dron y las gafas están todos conectados por radio y deben transmitir con suficiente velocidad y confiabilidad para permitir un control efectivo.  Algunas de estas características incluyen un amplio campo de visión (FOV), diversidad de receptores, video digital HD, seguimiento de cabeza, múltiples configuraciones de frecuencia y funcionalidad de grabación DVR (grabadora de video digital).
Si bien el piloto siempre requiere gafas, algunas organizaciones de carreras de drones insisten en que también deben usarse entre los espectadores simplemente cambiando la frecuencia al canal del corredor que uno quiere ver.
Cualquier dron podría usarse para competir, sin embargo, las ligas de carreras FPV competitivas requieren que los drones cumplan con ciertos estándares.
MultiGP, define las especificaciones producidas por la comunidad y permite a los participantes suministrar sus propios drones aumentando la competitividad y la innovación. Para la competición, las aeronaves se dividen típicamente en clases, separando las naves aladas de las de helicópteros; y también categorizar por tamaño y potencia.
La Drone Racing League (DRL) fabrica todos los drones utilizados en sus eventos en casa; Los pilotos reciben drones, drones de respaldo y partes de la propia liga, no de forma independiente.
DR1 Racing, utiliza un formato de clase de especificaciones abiertas que depende de que cada equipo de la serie suministre sus propios drones, gafas y equipo. Recientemente, agregaron el dron de carreras Pro Class, que actualmente es el formato de carreras de drones competitivo más grande del mundo.
Los drones de carreras están diseñados para la velocidad, a diferencia de un dron de fotografía / video que se centra más en flotar. Un diseño de cuadricóptero para fotografía normalmente tendrá cuatro motores configurados en un patrón X, todos igualmente espaciados. Un modelo de carreras normalmente tendrá sus cuatro motores configurados en un patrón H configurado para empujar el dron hacia adelante, no hacia arriba. Otra característica específica de las carreras de drones es el número de palas de la hélice. Las hélices de 3 o 4 palas (en lugar de 2 palas) tienen un diámetro más corto, lo que permite un marco más pequeño con una mayor capacidad de aceleración y maniobrabilidad. Debido a su peso ligero y motores eléctricos con grandes cantidades de torque, los drones pueden acelerar y maniobrar con gran velocidad y agilidad. Esto hace que los controles sean muy sensibles y requiere un piloto con tiempos de reacción rápidos y una mano firme.
BMW celebró la carrera de semifinales de la Drone Racing League 2018 en su museo del automóvil, el BMW Welt, en Múnich, Alemania, y agotó el evento con 3.000 fanáticos.
El vertiginoso desarrollo tecnológico de los drones está permitiendo que estos vehículos aéreos no tripulados tengan cada vez más presencia y relevancia en sectores como el audiovisual, mensajería, agricultura, extinción de incendios o vigilancia. Su proliferación también ha supuesto el nacimiento de un nuevo deporte donde se mezcla destreza, velocidad, aeromodelismo y tecnología. "Está a medio camino de una carrera de MotoGP y los e-sports", resume a PIXEL Álvaro Vallés, director general de la Iberian Drone League (IDL), el primer campeonato de estas características que se celebra en España.

## Diseño del curso
MultiGP proporciona estándares comunitarios para que sus capítulos diseñen de manera segura sus propios recorridos y también genera competencia de pilotos individuales a través de su programa Universal Time Trial Track, que clasifica a los pilotos de todo el mundo en recorridos medidos estándar.
DRL crea complejos hipódromos tridimensionales en ubicaciones a nivel internacional. Las pistas inspiradas en la ciencia ficción se extienden alrededor de una milla de largo.
La Champions Series de DR1 Racing es un circuito de carreras al aire libre que vuela en lugares emblemáticos de todo el mundo. Cada lugar o carrera utiliza una mezcla de elementos ambientales y artificiales para crear el recorrido. Los campos para la temporada 2017 incluyen Trona Pinnacles, Mojave Boneyard en el Mojave Air and Space Port, DHL Bonn Post Tower, Bunowen Castle en Irlanda, Spike Island e Isle of Man TT . La serie Micro de DR1 utiliza ubicaciones interiores, con elementos temáticos.
Otros, como el Campeonato Nacional de Carreras de Drones de EE. UU., Tienden a realizar sus carreras en áreas abiertas con obstáculos menos catastróficos (banderas y conos frente a paredes y túneles). [5]

## Organizaciones
Liga MultiGP
Las organizaciones de carreras de FPV crean regulaciones y reglas para ofrecer una carrera justa entre sus pilotos.
- MultiGP : MultiGP es la liga de carreras de drones más accesible y la única organización con capítulos en todo el mundo. MultiGP gobierna y sanciona los eventos de carreras de drones a nivel internacional, con más de 16,000 miembros y más de 500 capítulos en todo el mundo. Grupo de interés especial oficial de la Academia de Aeronáutica de Modelos para carreras en primera persona. La organización es la única liga de carreras de drones que alberga frecuentes torneos basados en competencias, reuniones de vuelo libre y eventos casuales mediante la ejecución de las iniciativas de carreras profesionales y de base más exitosas en la historia del deporte. Los recursos de gestión de eventos de cortesía y la orientación comunitaria ayudan a la organización a fortalecerse y crecer orgánicamente sin explotación, lo que resulta en cientos de capítulos oficiales y miles de pilotos registrados en todo el mundo. Esto convierte a MultiGP en la organización más accesible para un piloto que desee competir en carreras de drones.[cita requerida]
- Drone Racing League (o DRL) (Con fines de lucro) es un programa de televisión donde se filma a los pilotos invitados compitiendo en carreras de drones. Los pilotos están invitados a participar en varias carreras como parte del circuito de carreras global de DRL. Las carreras se filman y editan en episodios de una hora que se transmiten por ESPN, SKY Sports y otros.[13] DRL se puede ver en más de 75 países de todo el mundo y transmitirá su tercera temporada este otoño.[14]
- IUDRO (For Profit) es la primera liga de carreras de drones del mundo que regula y organiza eventos de carreras de drones entre universidades a nivel mundial,[15] con equipos de renombre como la Universidad de Cambridge del Reino Unido. Los drones están diseñados desde cero para establecer las especificaciones establecidas por la organización, y participan pilotos de todas las disciplinas.
- Airspeeder es la primera serie de carreras del mundo para autos voladores eléctricos tripulados.[16] Alauda proporcionará a los equipos una nave idéntica, conocida como 'Speeders'. Luego, los equipos tendrán la libertad de establecer impulsores y crear estrategias. Las carreras se llevarán a cabo en lugares remotos de todo el mundo. Los deslizadores son cuadricópteros eléctricos de carreras tripulados que pueden volar a velocidades de hasta 200 km / h. DHL es el socio logístico global de la serie y EQUALS es el socio FX de Airpseeder.[17]
- DR1 Racing Archivado el 2 de junio de 2018 en Wayback Machine. (For Profit) es una serie de carreras televisada donde los pilotos deben mantener su propio equipo, similar a los robots de batalla, con varias carreras y formatos transmitidos por televisión. La temporada inaugural de seis episodios tuvo episodios visibles en varios momentos en Eurosport, CBS, Fox Sports, Discovery Channel, beIN y Twitch.tv.
- RotorMatch League (o RML): organizador francés con solución de transmisión, cronometraje y gestión a través de RotorMatch
- FPVR Archivado el 25 de diciembre de 2019 en Wayback Machine. - First Person View Racing es la liga de carreras de drones de base de Australia y Nueva Zelanda. Los capítulos participantes ofrecen reuniones de carrera periódicas y una tabla de clasificación unificada y progresión de la temporada. Esto conduce a oportunidades de camino para competir internacionalmente como parte del equipo FPVR.
- Asociación Australiana de Carreras FPV Inc. (AFPVRA) - Asociación australiana de carreras de drones. Reconocido como el "Grupo Nacional de Interés Especial" por la Asociación Aeronáutica de Modelos de Australia (MAAA) y encargado de promover y desarrollar el deporte de las carreras FPV en Australia.
- La Asociación Australiana de FPV Inc. (AUFPV) - Grupo de interés especial para FPV dentro de Australia. Sancionado por la Model Aeronautical Association of Australia (MAAA).
- British FPV Racing Association (BFPVRA) Asociación de carreras de drones con sede en el Reino Unido. Reconocido como un "organismo especializado" por la British Model Flying Association (BMFA) y encargado de promover y desarrollar el deporte de las carreras FPV en el Reino Unido.
- European Rotor Sports Association (ERSA), un organizador de FPV Racing con sede en Europa.
- X Class Drone Racing: la liga de carreras de drones gigantes de América del Norte, que organiza carreras y eventos especiales para drones de 800 mm a 1200 mm.[18]
- Freespace Drone Racing[fuente independiente requerida] (anteriormente conocida como Freedom Class) - es la primera liga de carreras de drones gigantes del mundo. Los aviones son los drones de carreras más grandes y poderosos jamás construidos,[19] diseñados específicamente como un deporte para espectadores. Con pruebas exitosas ocurridas a lo largo de 2016 y 2017,[20] la primera serie internacional está programada para finales de 2020.

Freespace también opera el FS500, un dron de carreras de tamaño mediano (500 mm), diseñado para espectadores en vivo y transmisión en vivo, como un trampolín para los pilotos profesionales que ingresan a las carreras de drones gigantes La FAI se asoció con Freespace Drone Racing en 2017 para profesionalizar la industria de las carreras de drones en múltiples eventos internacionales, incluida la Copa del Mundo de Drone Racing de Barcelona 2018.
- Fédération Aéronautique Internationale (FAI): organismo rector mundial de los deportes aéreos. Reconocido por el Comité Olímpico Internacional . La Federación coordina la organización de la FAI Drone Racing World Cup y el FAI World Drone Racing Championship.
- Drone Sports Association (DSA) (Con fines de lucro): la Drone Sports Association (anteriormente RotorSports) era la organización de carreras de drones y deportes de drones más antigua del mundo.
- Asociación Internacional de Carreras de Drones (IDRA) (con fines de lucro) - La Asociación Internacional de Carreras de Drones es una organización de carreras profesional que sanciona y gobierna múltiples eventos de carreras de drones.
- Hong Kong FPV Racers (con fines de lucro): organización de carreras de drones con sede en Hong Kong que organiza eventos regulares, carreras internacionales, lias con AFA, ASFC, FAI para establecer el estándar para las carreras de drones. Tiene sitio web, página de Facebook y grupo de acceso público. HKFPVR había utilizado el sistema de casting de foros en línea para su evento.
- FPV Racing Organization (FPVR) (con fines de lucro): organización de carreras de drones con sede en Australia que realiza muchos eventos regulares, lo que hace que las carreras de drones sean accesibles para todos.
- TOS FPV Racing Club (con fines de lucro): organización de carreras de drones con sede en China que organiza muchos eventos regulares, lo que hace que las carreras de drones sean accesibles para todos. En 2016, TOS Asia Cup Shanghai y China Drone National fue el FPV Drone Racing más grande de Asia con más de 140 pilotos registrados.
- Federación Canadiense de Carreras de Drones (CFDR) (sin fines de lucro): el organismo rector oficial, la influencia en la seguridad y la voz nacional para las actividades organizadas de múltiples rotores y FPV en Canadá.
- FPV Canadá (con fines de lucro): comenzó como FPV Montreal a fines de 2014 y ahora es la liga de carreras de grupos múltiples más grande de Canadá con ubicaciones de franquicias en la mayoría de las principales ciudades de Canadá. Organizadores de la Montreal Drone Expo (2016), Canadian Drone Nationals (2016/17) y Vancouver Drone Expo (2017).
- FPV Finland ry (organización sin fines de lucro): la asociación finlandesa de carreras de drones y vuelo FPV. Establecido en 2017. Organizó el Jämi FPV open 2017 y 2018, la copa nacional de carreras de drones y varias otras carreras.
- Rotorcross (ROX) (organización sin fines de lucro): comenzó como un grupo de carreras de drones FPV a fines de 2014 y ahora es uno de los clubes más grandes de Australia, con representación de pilotos de clubes en la Australian Australian FPV Racing Association Inc. Drone Nationals (2016, 2017), DSA Worlds celebrados en Hawaii (2016) y FPVR Aussie Open (2017). Un campo de entrenamiento dedicado en Perth Australia con 3 campos que realiza carreras semanales, entrenamiento y eventos casuales para todos los niveles.
- Premio mundial de drones
- Drone League Venezuela (DRLV): organización de carreras de drones con sede en Venezuela que realiza eventos regulares, lo que hace que las carreras de drones sean más accesibles para todos.
- Drone Champions League (DCL) (Con fines de lucro): siete equipos permanentes con al menos cuatro pilotos vuelan en el DCL. Los equipos en las carreras se complementan con equipos comodín locales. 2018 es la tercera temporada de la DCL y hasta ahora se han disputado tres carreras, dos más seguirán. El DCL está patrocinado por Breitling como cronometrador oficial, Red Bull y Trilux. Las carreras de Drone Champions League se retransmiten en directo.[24]
- DRCL (enlace roto disponible en Internet Archive; véase el historial, la primera versión y la última). (Drone Racing Chile) (Non Profit) Grupo que une a los grupos chilenos de Drone Racing, fundado en 2019, agrupa a más de 100 pilotos, varios de los cuales son líderes regionales y mundiales.

## Eventos importantes pasados
- 2018 FAI 1st Drone Racing World Championship, celebrado en Shenzhen, China. Este evento se transmitió en vivo a través de múltiples canales, incluido el Olympic Channel. La carrera fue ganada por un australiano de 17 años, más de 128 competidores de 34 países.[25]
- La serie DHL Champions de DR1 Racing 2017 impulsada por Mountain Dew. Esta serie de carreras de drones por equipos consistió en 6 carreras en lugares de todo el mundo. Las finales de esta serie de carreras se llevaron a cabo en la Isla de Man TT y se transmitieron por CBS y Eurosport. La transmisión de las Finales de la Serie en CBS atrajo a la mayor audiencia de una carrera de drones profesionales en la televisión de la red, obteniendo 0.4 acciones y 559,000 espectadores.[26]
- 2016 World Drone Prix, Dubái: la carrera de drones más grande y lucrativa del mundo, con un fondo de premios total de 1 millón de dólares.[27]
- Campeonato Nacional de Carreras de Drones de EE. UU. 2016 presentado por GoPro New York: el segundo evento anual se llevó a cabo el 7 de agosto en la Isla del Gobernador de la ciudad de Nueva York. 145 pilotos compitieron en el evento por un premio total de $ 57,000.[28][29][30]
- 2016 MultiGP National Championships, Indiana: el segundo evento anual se llevó a cabo en la sede de la Academy of Model Aeronautics (AMA) en Muncie Indiana el 4 de septiembre de 2016. Más de 140 pilotos llegaron al lugar para luchar por este evento de campeonato y tener la oportunidad de ganar $ 15,000 en premios.[31][32]
- El Campeonato Mundial de Carreras de Drones 2016 se llevó a cabo del 20 al 22 de octubre en el Rancho Kualoa, Isla de Oahu, Hawaii, EE. UU.[33][34]
- En 2016, TOS Asia Cup Shanghai y China Drone National fue el FPV Drone Racing más grande de Asia, más de 140 pilotos registrados y 15 países participaron en el evento.
- El DR1 Invitational 2016 fue el evento de carreras de drones más visto del año, transmitido por Discovery Channel y Eurosport en más de 70 países de todo el mundo. La carrera se llevó a cabo en la presa de Sepúlveda, donde los pilotos navegaron por la abertura de la presa así como por varias puertas del recorrido.[35]
- 2015 Campeonato Nacional de Carreras de Drones Fat Shark de EE. UU., California - El primer Campeonato Nacional de Carreras de Drones de EE. UU. Anual se celebró en 2015. Este evento se llevó a cabo en un estadio de la Feria Estatal de California . El premio por ganar la competencia fue de $ 25,000 y fue competido por más de 100 competidores. Chad Nowak, un australiano, ganó los tres eventos, incluida la contrarreloj individual, estuvo en el equipo de prueba del equipo ganador y ganó el evento de trucos de estilo libre. Esto le dio el título de Campeón Nacional de Drone Racing 2015 .[36][37][38]

## Eventos y lugares

### Estados Unidos
El Campeonato Nacional de Carreras de Drones de EE. UU. Se llevó a cabo en la Feria Estatal de California de 2015. Fue un evento de 2 días con un premio en efectivo de $ 25,000 que atrajo a más de 120 competidores. Este fue el primer evento de este tipo en los EE. UU., Sin embargo, otros países como Francia, Australia y el Reino Unido ya habían realizado eventos similares. En 2016, el Campeonato MultiGP anual se llevó a cabo en la sede de la Academy of Model Aeronautics en Muncie, Indiana, donde más de 120 pilotos compitieron calificando a través de la MultiGP Regional Series, que consiste en eventos de calificación y finales regionales en 15 regiones de los Estados Unidos.
MultiGP  es una liga de carreras de drones profesional y global con más de 1000 capítulos a nivel internacional que incluyen ubicaciones como Australia, Asia, Sudáfrica y Europa. No hay otras ligas de carreras de drones con la cantidad de pilotos registrados que se encuentran dentro de nuestra comunidad.

### Reino Unido
La British Drone Racing League (BDRL) se ha establecido recientemente y operará una serie de eventos profesionales. Estos eventos se están organizando actualmente y seguirán el cumplimiento de la CAA.

## Fondos
DRL es la única liga hasta ahora que ha establecido importantes fuentes externas de financiación.[cita requerida] DRL ha recaudado más de $ 30 mm en respaldo de capital de riesgo de entidades de todo el espacio deportivo, tecnológico y de medios. Algunos inversores notables incluyen: Sky, Liberty Media (también propietarios de Fórmula 1), MGM, CAA, Hearst, WWE, Lux Capital y RSE Ventures.  Además, DRL tiene varios patrocinadores de alto perfil, incluidos Allianz, BMW, la Fuerza Aérea de EE. UU. y Swatch. También tiene otras líneas de negocios, incluido un acuerdo de licencia con Toy State, una empresa de fabricación de juguetes más conocida por su línea de automóviles de control remoto Nikko.  Esta financiación ha sido crucial para el desarrollo de la liga y les permite anunciar y celebrar sus carreras en mejores lugares que atraerán a multitudes más grandes.
Otras ligas más pequeñas y menos establecidas han tenido dificultades para encontrar financiación. En eventos como el que se lleva a cabo en la Feria Estatal de California, los fondos provienen del estado y de la venta de boletos en el evento. Junto con las dificultades para encontrar financiación, crea problemas para encontrar buenos lugares que crean un desafío para los pilotos y también tienen giros clave y rectas que se suman a la euforia de estos eventos. El veterano del ejército estadounidense Brett Velicovich participó en el lanzamiento de carreras de drones en el Dew Tour . Fuera de DRL y DR1, que tiene a Mountain Dew como patrocinador, la mayoría de los eventos más pequeños están patrocinados por fabricantes de FPV como Fat Shark, ImmersionRC y HobbyKing.[cita requerida], DYS, T-Motor, EMAX, Team Black Sheep (TBS)

## Simuladores
Las carreras de drones también se pueden simular en computadoras a través de simuladores de vuelo de drones como Velocidrone, Liftoff, neXt, DRL Simulator, etc.

## Publicaciones

### Revistas
- Revista RotorDrone Pro

### Podcasts
- Podcast de FPV Archivado el 14 de diciembre de 2019 en Wayback Machine.  - El primer podcast que cubre carreras de drones, pilotos y personas clave que hacen crecer la comunidad FPV.
- Podcast semanal a prueba de fallos  - podcast dirigido por los siguientes pilotos de FPV: Sweepings, Konasty y Mr Steele.